# Jiří Hlavenka
Jiří Hlavenka (* 26. října 1964 Valtice) je český podnikatel a investor v oblasti informačních technologií, v letech 2016 až 2024 zastupitel Jihomoravského kraje (navíc v letech 2020 až 2024 radní kraje).

## Život
Po absolvování Gymnázia a Střední odborné školy Mikulov vystudoval v letech 1983 až 1988 obor tepelná a jaderná energie na Strojní fakultě Vysokého učení technického v Brně (získal titul Ing.).
Od počátku 90. let 20. století podniká v oblasti informačních technologií. Je jedním z vlastníků brněnského vydavatelství Computer Press (v letech 1994 až 2005 byl generálním ředitelem[zdroj?], v roce 1997 získal vlastnický podíl) či prvního internetového obchodu v zemi Vltava.cz (následně přešel pod InternetShops).[zdroj?] Angažoval se také v představenstvech firem CP Online a CP Books. Od roku 2005 je členem statutárních orgánů společnosti FAYN Telecommunications (dříve FAYN.CZ), jež je virtuálním mobilním operátorem. V posledních letech je spíše investorem (např. v brněnské firmě Kiwi.com, která je vyhledávačem letenek) a publikuje články z oblasti informačních technologií (napsal už více než 30 publikací a 3 000 článků).
Jiří Hlavenka žije v obci Braníškov v okrese Brno-venkov. Je ženatý a má syna. Ve volném čase ho zajímá hudba (hlavně jazz, rock a etnická hudba) a biologie, sám hraje na akustickou kytaru a na klavír. Věnuje se i sportu, má rád aktivní turistiku a jízdu na horském kole.

## Politické působení
V krajských volbách v roce 2016 byl z pozice nestraníka za Stranu zelených lídrem společné kandidátky SZ a Pirátů v Jihomoravském kraji a byl zvolen zastupitelem. Byl předsedou Komise Rady Jihomoravského kraje pro informační otevřenost.
V krajských volbách v roce 2020 obhájil post krajského zastupitele, tentokrát jako nestraník za Piráty na 2. místě jejich kandidátky. Dne 11. listopadu 2020 se navíc stal radním Jihomoravského kraje pro vědu, výzkum, inovace a IT. Ve volbách v září 2024 opět kandidoval za Piráty, tentokrát už jako člen strany. Strana však ve volbách propadla, když získala jen 3,24 % hlasů, mandát tak neobhájil.